# GVFS

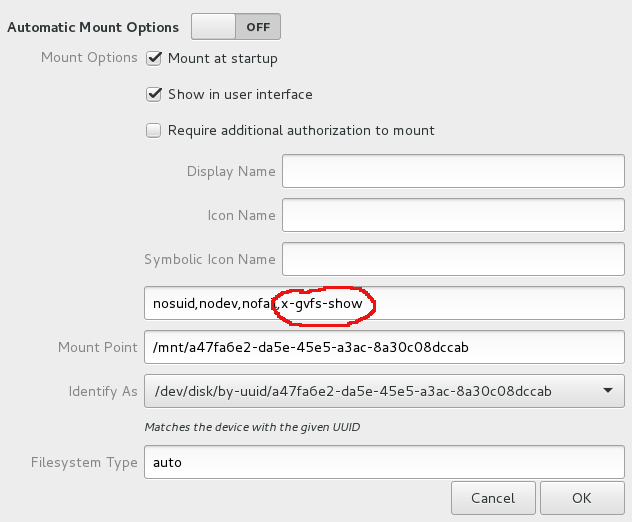

GVFS(GNOME Virtual file system,GNOME 가상 파일 시스템의 약자)는 그놈의 사용자 공간 가상 파일 시스템으로, 2.15.1 이후 GLib에서 사용할 수 있는 라이브러리 인 GIO의 I / O 추상화와 작동하도록 설계되었다. libgio의 API를 사용하여 응용 프로그램에서 자동으로 사용하는 여러 모듈을 설치한다. GIO를 사용하지 않는 응용 프로그램이 GVFS 파일 시스템에 액세스할 수 있도록하는 FUSE 지원도 있다.

## 같이 보기
- GRUB